# Basket Puglia Bari
L'U.S. Basket Puglia Bari è stata una società italiana di pallacanestro femminile con sede a Bari.
Ha disputato quattro stagioni in Serie A1 e un'edizione di Coppa Ronchetti.

## Cronistoria
| Cronistoria del Basket Puglia Bari |
| --- |
| - 1987-1988 · 9ª nel Girone B di Serie A2. - 1988-1989 · promossa in Serie A1. - 1989-1990 · IPO Plastic, 14ª in Serie A1, retrocessa in Serie A2 e poi ripescata. - 1990-1991 · 6ª in Serie A1, semifinalista play-off. - 1991-1992 · Andrialat, 10ª in Serie A1. Quarti di finale di Coppa Ronchetti. - 1992-1993 · Victor Village, 15ª in Serie A1, retrocessa in Serie A2. - 1993-1994 · 11ª nel Girone B di Serie A2, rinuncia all'iscrizione. |